# INTA-255

Um foguete INTA-255.

INTA-255, foi um foguete de sondagem de origem espanhola. Esse foguete foi desenvolvido ao final da década de 60, pela empresa inglesa British Aerojet, sob contrato, para o INTA. Na verdade, esse modelo serviu apenas para permitir a Espanha desenvolver as tecnologias necessárias para a produção de foguetes maiores.

## Características
O INTA-255, era um foguete de um estágio (motor Goose II), movido a combustível sólido, porém assistido por 4 motores auxiliares (motor Chick), com as seguintes características:
- Altura: 6,03 m
- Diâmetro: 26 cm
- Massa total: 340 kg
- Carga útil: 15 kg
- Apogeu: 150 km
- Estreia: 19 de julho de 1969
- Último: 22 de dezembro de 1970
- Lançamentos: 3